# Жінки у фантастиці
Роль жінок у фантастиці значно змінилася з початку до середини ХХІ століття: як авторок, персонажок та у фан-середовищах наукової фантастики. Фантастику, зокрема наукову, традиційно розглядали як жанр, орієнтований на чоловіків. При цьому першим науково-фантастичним романом сучасної фантастики вважається (за Олдісом) «Франкенштайн» (1818) англійки Мері Шеллі, а утопічні романи жінки писали ще до цього: Маргарет Кавендіш опублікувала перший («Палаючий світ») у XVII столітті. При цьому у 1948 році лише 10–15 % письменників-фантастів були жінками. Відтоді участь жінок у фантастиці (включно з науковою) зросла до 36 % професійних членкинь Американської асоціації письменників наукової фантастики та фентезі у 1999.
З другою хвилею фемінізму в 1960-х Урсула Ле Гуїн та Джоанна Расс свідомо досліджували феміністичні теми («Ліва рука темряви», «Жіночий чоловік»), і зародилася феміністична наукова фантастика з власними зінами, конференціями та фендомом, що досліджує інверсію гендерних ролей та стереотипів і можливість побудови егалітарних суспільств. Жінки активні у фендомі наукової фантастики протягом кількох десятиліть.

## Історія
Дослідження жінок у рамках наукової фантастики в останні десятиліття ХХ століття було частково рушієм феміністичних і гей-визвольних рухів і включало напрями різних споріднених і побічних рухів, таких як гендерні дослідження та квір-теорія.
У 1970-х кілька подій почали зосереджуватися на жінках у фандомі, професійній науковій фантастиці та як персонажках. У 1974 році Памела Сарджент опублікувала впливову антологію «Жінки дива: науково-фантастичні оповідання жінок, про жінок» — першу з багатьох антологій, присвячених жінкам або гендерним приписам. Крім того, серед письменниць, які займалися фемінізмом і гендерними ролями, виник рух, що призвів до появи жанру феміністичної наукової фантастики, зокрема Жіночий чоловік Джоанни Расс 1975 року, Проблеми на Тритоні: неоднозначна гетеротопія Семюела Ділейні 1976 року та Жінка на краю часу Мардж Пірсі 1976 року.
Також у 1970-х відбувся яскравий визвольний рух геїв і лесбійок, який заявив про свою присутність у науковій фантастиці з панелями, дружніми до геїв / лесбійок, на з'їздах і статтями у фанзинах; тематика геїв / лесбійок все частіше присутня у художній літературі; книжковий магазин для геїв / лесбійок «A Different Light», названий на честь однойменного роману американської авторки Елізабет А. Лінн; та акцент на проблематиці ЛГБТ на сторінках феміністичних видань.
2010-ті спровокували відродження жанру фантастики. Це відродження можна пояснити політичним хаосом, який прийшов із президентськими виборами у США 2016 року, на яких переміг Дональд Трамп. Науково-фантастичний феміністичний роман Маргарет Етвуд «Оповідь служниці» був адаптований до спеціального телесеріалу Hulu та мав великий успіх. У численних рецензіях на серіал багато критиків пов'язували «Оповідь служниці» з «Америкою президента Трампа». Страхи, пов'язані з такими суперечливими виборами, у 2010-х роках поступилися місцем відродженню фантастики.

## Письменниці
Наукова фантастика спочатку мала репутацію проєкту, створеного чоловіками для інших чоловіків, хоча в жанрі від початку були письменниці, такі як Клер Вінгер Гарріс, Міріам Аллен деФорд і Гертруда Берроуз Беннет. До кінця 1960-х жінки не отримували головних премій у галузі наукової фантастики, таких як «Г'юго». В опитуванні «Аналог: наукова фантастика та факти за весь час» 1966 року не було жодного жіночого роману, а в «Опитуванні улюблених авторів Locus усіх часів» 1973 року було понад 90 % чоловіків. Одна з двох жінок в опитуванні Locus, Андре Нортон, для багатьох своїх читачів та читачок була «ґендерно неоднозначною». Інші письменниці тієї епохи, такі як Кетрін Люсіль Мур і Лі Брекетт, також використовували неоднозначні або чоловічі імена. Жінки, які писали під власними іменами, наприклад Зенна Гендерсон, спочатку писали більш «побутові» матеріали про вчительство і матерів. Частковим винятком була Кетрін Маклін, яка писала соціологічно-психологічну літературу та рідко використовувала чоловіче ім'я.
Письменниці були в меншості: протягом 1950-х і 1960-х було задокументовано майже 1000 оповідань, опублікованих у науково-фантастичних журналах понад 200 авторками, між 1926 і 1960 роками, що робить частку письменниць серед авторів 10-15 %. Погляд меншості «розходиться з загальним сприйняттям наукової фантастики».
Початок другої хвилі фемінізму в 1960-х у поєднанні зі зростаючим поглядом на наукову фантастику як на літературу ідей призвела до припливу письменниць-фантасток, і деякі вважали цей приплив першою появою жінок у цьому жанрі. У 1960-х і 1970-х роках такі авторки, як Урсула Ле Гуїн (яка дебютувала в 1963 році) і Джоанна Расс (дебютувала в 1950-х) почали свідомо досліджувати феміністичні теми в таких роботах, як «Ліва рука темряви» і «Жіночий чоловік», започаткувавши створення самосвідомої феміністичної наукової фантастики.
Станом на 2013 рік статистика видавництв показувала, що серед англомовного письменництва, що пише фантастику і прагнуть до професійної публікації, чоловіків все ще приблизно вдвічі більше, ніж жінок, але ці відсотки значно відрізняються залежно від жанру. Наступні цифри базуються на 503 заявках, отриманих Tor Books, великим видавцем наукової фантастики та фентезі, у період з січня по липень 2013 року.
| Подання за жанрами                     | Жінки | Чоловіки |
| -------------------------------------- | ----- | -------- |
| Історичне, епічне або високе фентезі   | 33 %  | 67 %     |
| Міське фентезі чи паранормальні романи | 57 %  | 43 %     |
| Фантастика жахів                       | 17 %  | 83 %     |
| Наукова фантастика                     | 22 %  | 78 %     |
| Художня література для молоді          | 68 %  | 32 %     |
| Інші або некласифіковані твори         | 27 %  | 73 %     |
| Загалом                                | 37 %  | 63 %     |

Асоціацією авторів наукової фантастики та фентезі Америки 9 жінок були названі Великими майстринями наукової фантастики:
- Андре Нортон (1984)
- Урсула Ле Гуїн (2003)
- Енн Маккеффрі (2005)
- Конні Вілліс (2012)
- Сі Джей Черрі (2016)
- Джейн Йолен (2017)
- Лоїс Макмастер Буджольд (2020)
- Нало Гопкінсон (2021)
- Mерседес Лекі (2022)

Доріс Лессінг, яка написала 5 науково-фантастичних романів «Канопус в Аргосі», отримала Нобелівську премію з літератури 2007 року.
Енциклопедія наукової фантастики перераховує трьох видатних авторок військової наукової фантастики: Лоїс Макмастер Буджолд; Елізабет Мун (зокрема, її історії Родина Царя, такі як Мисливська партія,1993) і Карен Тревісс.

## Фанатки
Жінки вже деякий час були активними серед фанатства наукової фантастики, і Оксфордський словник наукової фантастики датує монету «femfan» (іноді: «femme fan») ще 1944 роком. Лі Брекетт про історію жінок у НФ каже: «Завжди була певна кількість жінок-шанувальниць і жінок-читачок». Лабалестьє цитує редактора «Вражаючих історій», написаного в 1953 році:
|  | Десять років тому [i.e., 1943] фанатами фантастики були практично всі чоловіки, сьогодні ж, з допомогою чи без допомоги фанатської діяльності, багато дівчат, домогосподарок та інших представниць слабкої статі спокійно читають наукову фантастику і починають додавати свої голоси до цієї балаканини... Ми, чесно кажучи, не очікували такого сплеску жіночої статі в науковій фантастиці. |

Опитування If у 1958 році показало, що 31 % респонденток були жінками, що, за словами редакції, було «напрочуд високим (принаймні для нас)». Роберт Сілверберг сказав, що «ймовірно, перша поява панелі „Жінки в науковій фантастиці“, яка незабаром стане невід'ємною частиною цих з'їздів», відбулася на 10-й Всесвітній конвенції з наукової фантастики в 1953 році;, який також був першим Всесвітнім конгресом наукової фантастики, який очолювала жінка, американська фантастка Джуліан Мей.
Незважаючи на те, що фандом наукової фантастики був організованим явищем протягом десятиліть, проповідуючи організовані фандоми інших жанрів і ЗМІ, дослідження наукової фантастики в рамках культурології та досліджень наукової фантастики є відносно новим. Отже, твердження про поширеність жінок у фандомах є переважно анекдотичними та особистими, а іноді й суперечливими. Найпомітнішим серед цих тверджень є такі, що саме поява оригінального телесеріалу «Зоряний шлях» привернула велику кількість жінок до фанатства. Це твердження критично проаналізовано Девіном, який вважає його погано обґрунтованим і посилається на довгу історію участі жінок у фандомі за десятиліття до Зоряного шляху; Ларбалестьє також цитує жінок, які були активними у науково-фантастичних країнах до кінця 1960-х і початку 1970-х років.
Однак у фандамі 1970-х жінки стали більш помітними та організованими. Слеш-рух серед шанувальництва розпочався у 1974 році, наскільки можна судити, з публікацією Даяною Мерчант першої відомої історії «Кірк/Спок» із «Зоряного шляху» в групі № 3. Того ж року також було створено «Відьму і Хамелеон», перший явно феміністичний фанзин. Фанзин Khatru в 1975 році опублікував симпозіум «Жінки в науковій фантастиці» (одним із «чоловіків», які брали участь, була Джеймс Тіптрі-молодший). У 1976 році канадська письменниця Сьюзен Вуд створила групу «Жінки та наукова фантастика» на MidAmericon, Worldcon 1976; це зрештою призвело до заснування A Women's APA, першої жіночої аматорської прес-асоціації. Також у 1976 році було засновано ВісКон, провідний у світі — і протягом багатьох років єдиний — феміністичний з'їзд і конференцію наукової фантастики: щорічна акція в Медісоні, штат Вісконсін. У свою чергу, в результаті дискусій на ВісКон для вирішення питань статі в НФ та проблем, властивих письменницям-фантасткам, виникли такі інституції, як Tiptree Awards і Broad Universe. Деякі з людей, що брали участь у створенні ВісКон, також заснували феміністичний фанзин Янус, тричі номінований на премію Г'юго як найкращий фанзин (1978—1980).
Проте сприйняття фантастики як переважно чоловічого жанру продовжує бути поширеним. Оскільки включення жінок у наукову фантастику та фентезі загалом стало очевидним, специфіка сприйняття еволюціонувала. Наприклад, все ще широко поширена думка, що «наукова фантастика та фентезі — це чоловічі жанри», дехто уточнила, щоб розрізнити наукову фантастику як жанр, який переважно приваблює чоловіків, і фентезі, яке, як правило, вважається більш поступливим для жінок (деякі піджанри, зокрема міське фентезі з головними героями-жінками, і паранормальні романи вважаються більш популярними серед жінок, ніж серед чоловіків). Невелике офіційне дослідження підтвердило будь-яку з цих відмінностей, чи то на основі читачів, письменників чи персонажів.
Таке сприйняття часто підтримували та нав'язували чоловіки, можливо, щоб захистити себе від того, що дослідник фанатства Генрі Дженкінс назвав стереотипом про те, що «чоловіки фемінізуються та/або десексуалізуються через свою інтимну взаємодію з масовою культурою». Прихильниць фантастики називають принизливими термінами, як-от «фальшива дівчина-гік», і карають за їхню любов до персонажок «Мері Сью», тоді як персонажі чоловічої статі з такими ж якостями є улюбленими; жінок можуть навіть переслідувати за участь у фандомі. Однак, пише Дженкінс, НФ-література особливо популярна серед жінок, які ототожнюють себе з фемінізмом, оскільки вони відкидають гендерні ролі, які традиційно розглядаються в інших типах художньої літератури.

## Персонажки
Garber, Eric and Paleo, Lyn "Preface" in Uranian worlds.
Виділення гендеру у фантастиці дуже різнилося протягом історії жанру. Деякі письменники та художники кинули виклик гендерним нормам свого суспільства, створюючи свої роботи; інші — ні. Фендоми фантастики з часом стали менш пропорційно чоловічими. У ногу з цим змінювалися й склади персонажів, зображених у художній літературі; подібним чином, зображення статі в науковій фантастиці з часом стало частішим і більш нюансованим.

## Медіаадаптація
«Оповідь служниці» Маргарет Етвуд була екранізована у 1990 році режисером Фолькером Шльондорфом. Фільм отримав 31 % позитивних відгуків на Rotten Tomatoes із середнім рейтингом 4,8/10.
«Оповідь служниці» також була адаптована до десятисерійного телесеріалу Hulu Special, випущеного 26 квітня 2017 року. Серіал мав такий успіх, що його продовжили на кілька сезонів.
Умоглядний науково-фантастичний роман Октавії Батлер Світанок, перший у її трилогії під назвою «Виводок Ліліт», наразі адаптується для телебачення продюсерами Авою ДюВерне та Чарльзом Д. Кінгом «Макропідприємства» разом із письменницею Вікторією Магоні.